# Assis Lopes
Assis Lopes (Río de Janeiro, 19 de diciembre de 1934) es un obispo católico brasileño, perteneciente a la Arquidiócesis de San Sebastián de Río de Janeiro.

## Biografía
Estudió Filosofía e inició Teología en el Seminario de São José de la Arquidiócesis de Río de Janeiro, completó su licenciatura en Teología en Canadá, con una beca, en el Seminario Mayor de la Congregación de San Sulpicio (también llamado San Sulpicio, la congregación también es conocida como los Padres Sulpicianos). Se especializó en Derecho canónico y estudió en la Escuela Superior de Guerra. Fue rector del Seminario São José y párroco de la iglesia de Nuestra Señora de la Candelaria, ambos en la ciudad de Río de Janeiro.
Fue elegido obispo el 22 de enero de 2003 por el Papa Juan Pablo II con la sede titular de Zarai y auxiliar de la Arquidiócesis de San Sebastián de Río de Janeiro; recibió la ordenación episcopal el 19 de marzo de 2003, de manos del cardenal Eusébio Oscar Scheid, concelebrando Augusto José Zini Filho y  João d'Ávila Moreira Lima.
En la Arquidiócesis de Río de Janeiro, Assis es Vicario General y moderador de la Curia Metropolitana y actúa como animador del Vicariato Episcopal Oeste. Representante de la Arquidiócesis ante las Asociaciones Públicas y Privadas de Fieles y ante Cáritas de la Región Este I de la CNBB.
El 26 de enero de 2011, el Papa Benedicto XVI aceptó su renuncia por límite de edad al cargo de obispo auxiliar de la Arquidiócesis de Río de Janeiro.